# Theatrum Kuks

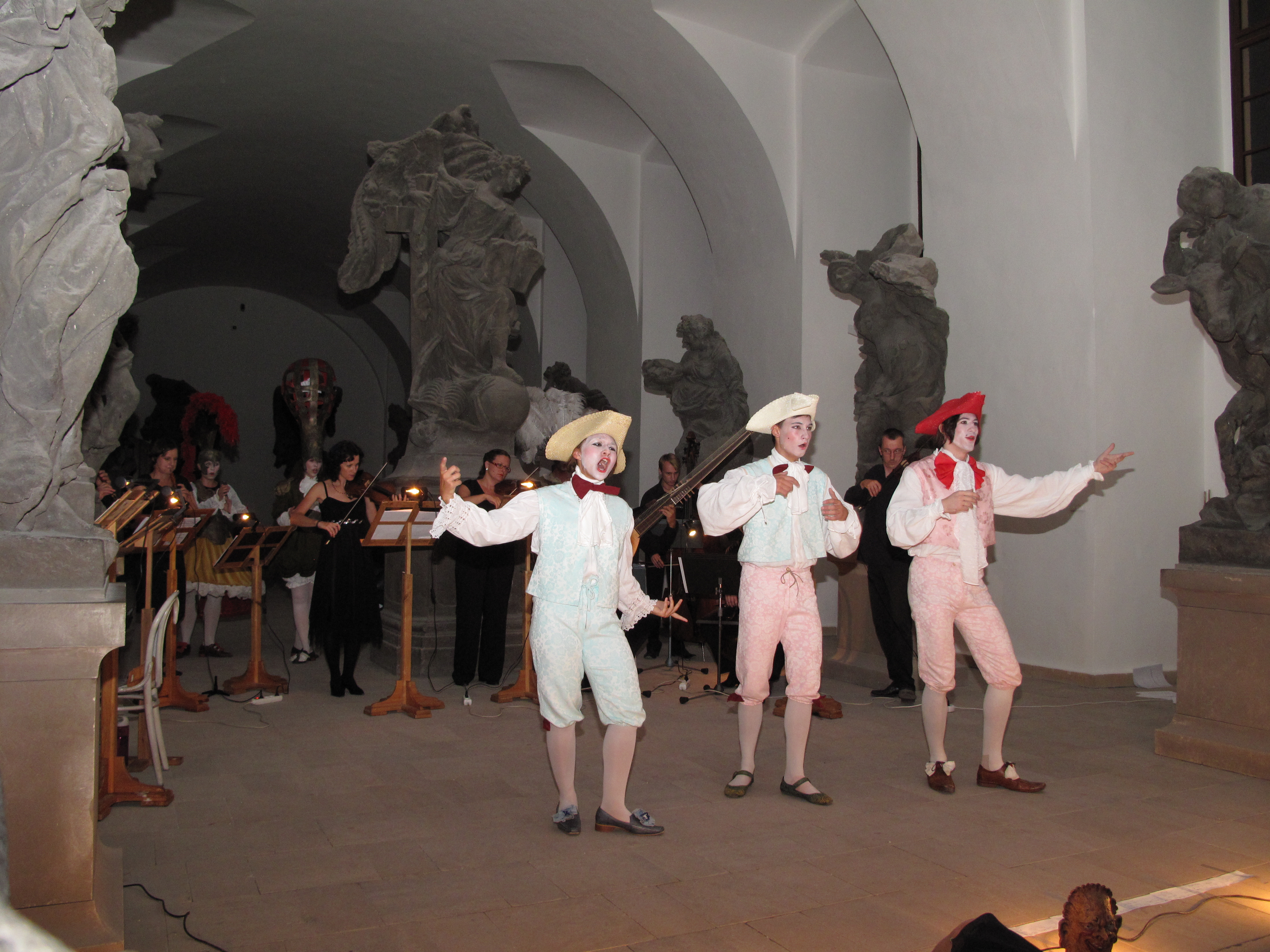
Lalli, Vivaldi: La Senna festeggiante v podání Ensamble Damian na festivalu v roce 2015

Theatrum Kuks je festival barokní kultury, především hudby, divadla a tance. V roce 2002 proběhl tzv. nultý ročník, od té doby se festival koná vždy koncem srpna v prostorách barokního komplexu v Kuksu v okrese Trutnov v Královéhradeckém kraji. Doprovodnými akcemi festivalu jsou odborné přednášky, workshopy, instalace, výstavy a další aktivity.

## O festivalu
Koncerty a představení se konají v různých prostorách areálu kukského hospitálu a jeho okolí, jako je např. kostel Nejsvětější Trojice, Lapidárium, nádvoří špitálu, podzemní hrobka, Comoedien-Haus (nově zřízený z hospodářské budovy), Rentzovo muzeum, Hubertův dvůr, Braunův Betlém, křížová cesta či kostel sv. Anny v Žirči. Festival založil a jeho ředitelem i dramaturgem byl do roku 2016 muzikolog a hudební historik Stanislav Bohadlo. Od 16. ročníku v roce 2017 má festival kolektivní vedení: ředitelka Kateřina Bohadlová, umělecký ředitel Petr Hašek, hudební dramaturg Stanislav Bohadlo. Motto festivalu: „Projekt Theatrum Kuks, nastartovaný u příležitosti třístého výročí otevření Comoedien-Hausu v Kuksu roku 1702, probouzí k životu zapomenutý fenomén Šporkova Gesamtkunstwerku a jeho uměleckých vizí o spojení barokního divadla, opery a hudby v celém kukském údolí.“

## Umělci
Na festivalu Theatrum Kuks pravidelně vystupuje řada významných hudebníků jako Jiří Stivín, Václav Hudeček, Václav Uhlíř, Jaroslav Tůma, František Brikcius, Pavel Svoboda, Riccardo Minasi, Gottfried Greiner, Adam Viktora, Lukáš M. Vytlačil či Jiřina Dvořáková-Marešová, a souborů, které se specializují na barokní hudbu – Hipocondria Ensemble, Barocco sempre giovane, Musica Florea, Collegium Marianum, Capella Regia, SHQ Collegium, Ensemble Sporck, Ensemble Inégal ad. Pravidelným účastníkem festivalu se stalo Trio Sweets-Sporck, jehož členem je jeden z vídeňských potomků hraběte Šporka. Během uplynulých ročníků na festivalu zazněla řada hudebních děl v novodobé premiéře. Součástí festivalu bývají pravidelné hudební interpretační dílny, jejichž výsledky jsou zde prezentovány.
Divadelní část festivalu zahrnuje představení barokních divadelních her, interludií i inscenací, které se období baroka týkají tematicky. Pravidelně zde hostují profesionální, školní i amatérská divadla z celé republiky i ze zahraničí. Domovskou scénu si zde vytvořil soubor Geisslers Hofcomoedianten, který volně navazuje na činnost Šporkovy divadelní společnosti Josepha Antona Geisslera a zaměřuje se na moderní interpretaci barokních textů, většinou svým vznikem spjatých s Kuksem. Každoročně v rámci festivalu uvádí nejméně jednu novodobou premiéru některého nově objeveného textu ze šporkovské knihovny. Pravidelným hostem festivalu je rovněž pražské Malé vinohradské divadlo. Na některých rozsáhlejších projektech oba soubory spolupracují. Součástí divadelního programu jsou pravidelně dílny zaměřené na commedii dell´arte, které vede italský divadelník Luca Cairati. Inscenace, které jsou jejich výsledkem, jsou rovněž v rámci festivalového programu prezentovány.
Pravidelnou součástí festivalu jsou i produkce na pomezí žánrů, např. hudebně-dramatické zpracování Tance smrti na texty pátera Patricia Wasserburgera a s hudbou Šporkova kapelníka a hofmistra Tobiáše Antonína Seemanna, inscenované ve Šporkově hrobce. Velký prostor je na festivalu věnován také tanečním vystoupením domácích i zahraničních sólistů a souborů.

## Galerie

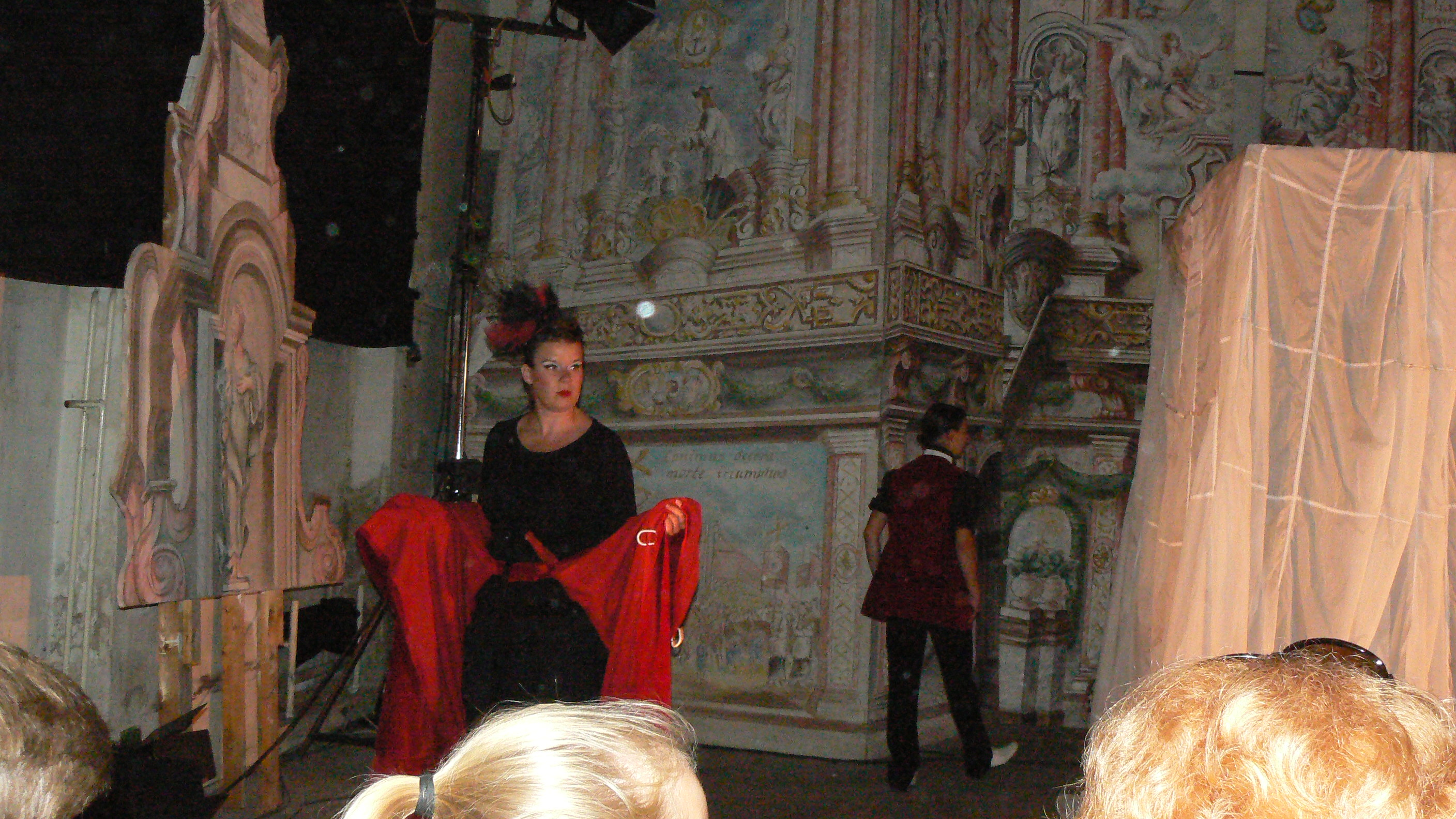
G. B. Andreini: Dvě komedie v komedii v podání Geisslers Hofcomoedianten (2015)
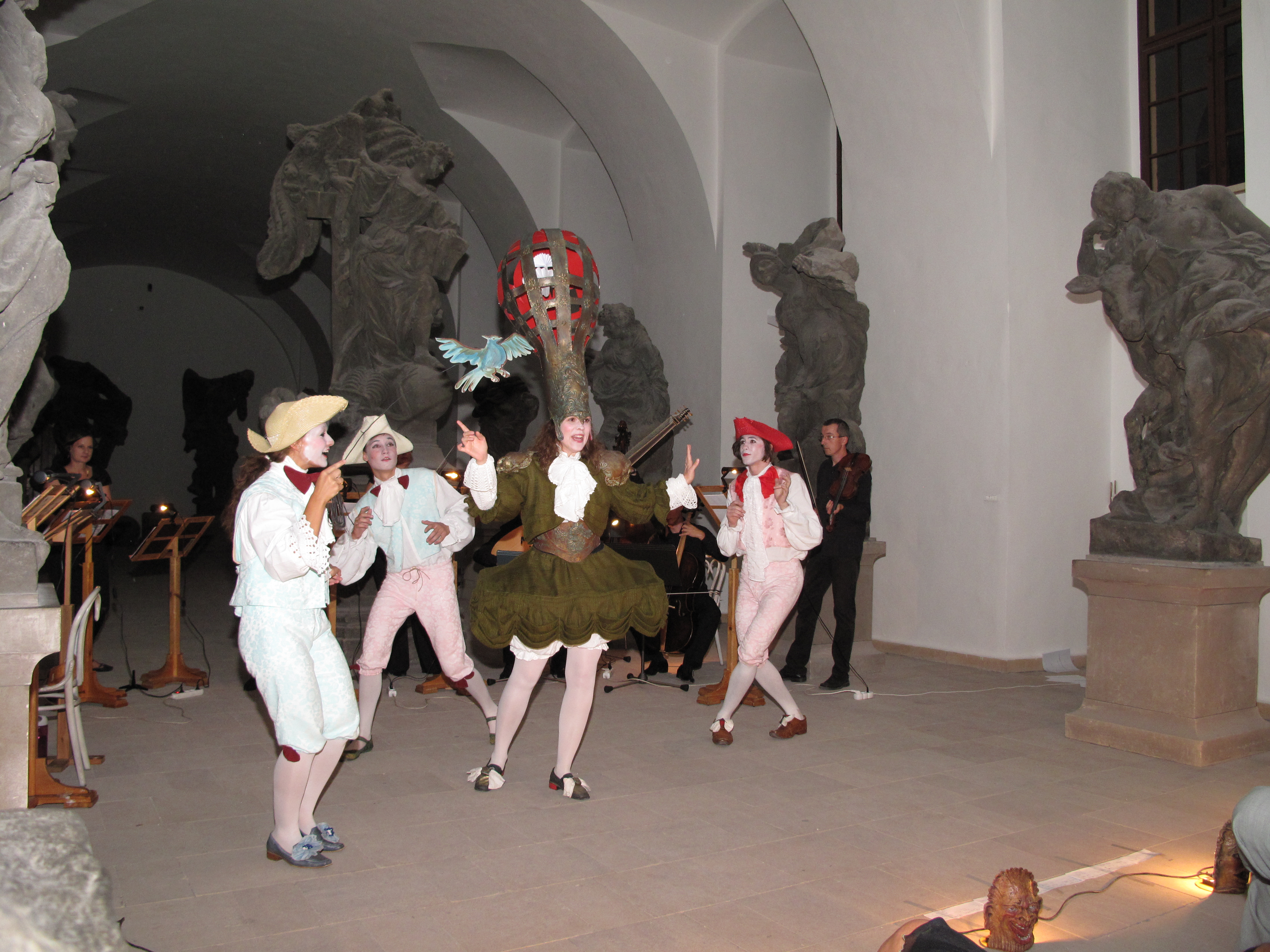
D. Lalli, A. Vivaldi: La Senna festeggiante v podání Ensemble Damian (2015)
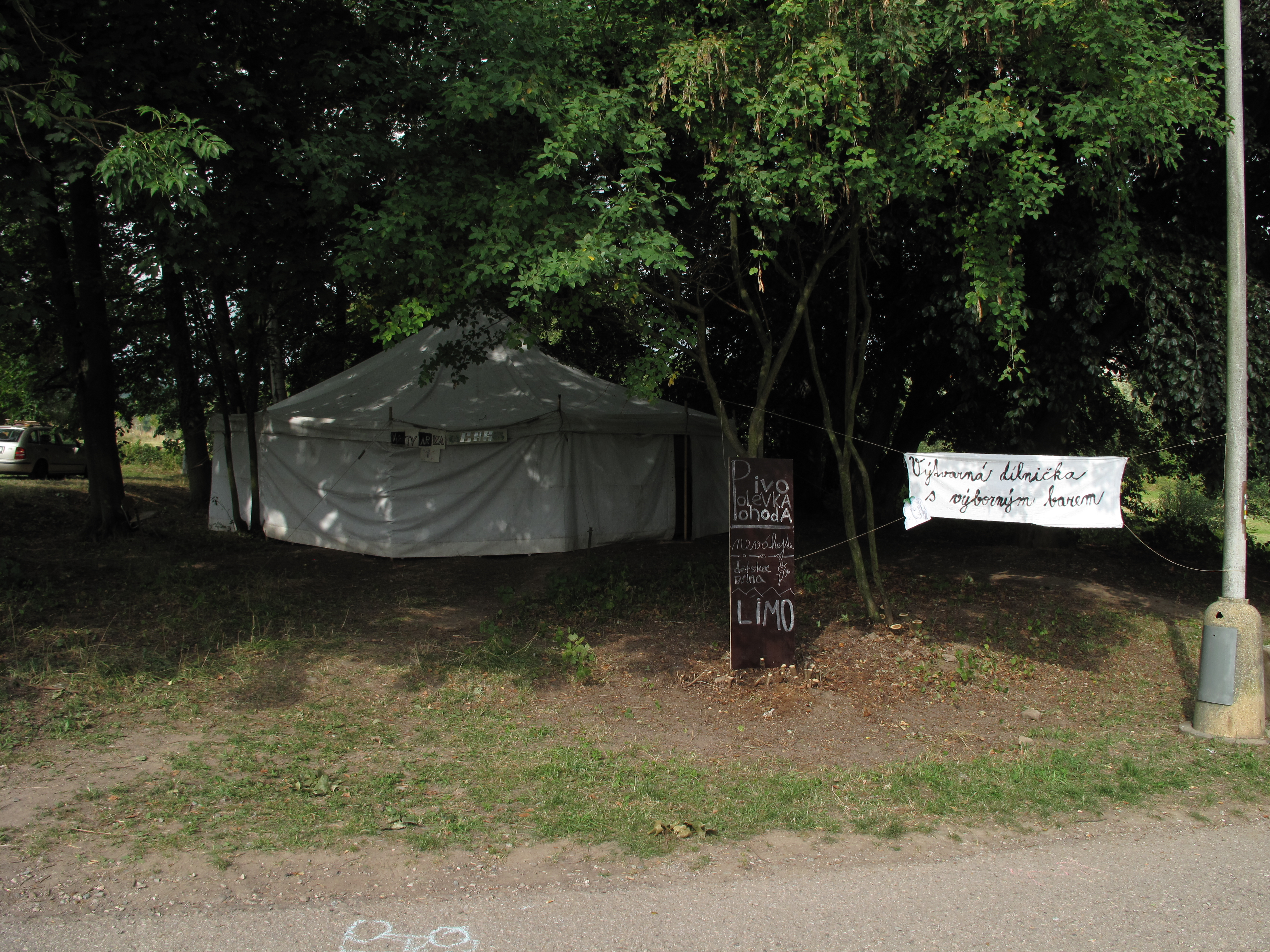
Výtvarná dílna s barem (2015)